# La Central (Alcarràs)
La Central és una obra d'Alcarràs (Segrià) protegida com a Bé Cultural d'Interès Local.

## Descripció
L'edifici té l'estructura habitual dels habitatges de servei de les infraestructures hidràuliques de començament de segle, de planta rectangular, planta baixa i primer pis, teulada a dues vessants i carener perpendicular a la façana principal. Les obertures, és a dir porta i finestres tenen llinda.